# (13859) Fredtreasure
(13859) Fredtreasure (1999 XQ136) – planetoida z pasa głównego asteroid okrążająca Słońce w ciągu 4,68 lat w średniej odległości 2,8 j.a. Odkryta 13 grudnia 1999 roku.